# Welterbe im Irak

Zum Welterbe im Irak gehören (Stand 2019) sechs UNESCO-Welterbestätten, darunter fünf Stätten des Weltkulturerbes und eine gemischte Kultur- und Naturerbestätte. Der Irak ist der Welterbekonvention 1974 beigetreten, die erste Welterbestätte wurde 1985 in die Welterbeliste aufgenommen. Die bislang letzte Welterbestätte im Irak wurde 2016 eingetragen, drei Stätten stehen auf der Liste des gefährdeten Welterbes.

## Welterbestätten
Die folgende Tabelle listet die UNESCO-Welterbestätten im Irak in chronologischer Reihenfolge nach dem Jahr ihrer Aufnahme in die Welterbeliste (K – Kulturerbe, N – Naturerbe, K/N – gemischt, (G) – auf der Liste des gefährdeten Welterbes).
| Bild                                                                                            | Bezeichnung                                                                                     | Jahr | Typ   | Ref. | Beschreibung |
| ----------------------------------------------------------------------------------------------- | ----------------------------------------------------------------------------------------------- | ---- | ----- | ---- | --- |
| Hatra                                                                                           | Hatra (Lage)                                                                                    | 1985 | K (G) | 277  | Hatra war in der Antike die Hauptstadt eines mesopotamischen Kleinfürstentums im Machtbereich des Partherreichs und ist wegen seiner Denkmälerfülle einer der aussagekräftigsten Fundorte der Partherzeit. Anfang März 2015 begann die Terrororganisation Islamischer Staat (IS) mit der systematischen Zerstörung Hatras. Erfüllte Kriterien für Weltkulturerbe: ii., iii., iv., vi. |
| Ashur (Qal'at Sherqat)                                                                          | Ashur (Qal'at Sherqat) (Lage)                                                                   | 2003 | K (G) | 1130 | Ausgrabungen einer historischen Stadt im Norden des heutigen Irak, die im 25. vorchristlichen Jahrhundert gegründet wurde. Erfüllte Kriterien für Weltkulturerbe: iii., iv. |
| Archäologische Stadt Samarra                                                                    | Archäologische Stadt Samarra (Lage)                                                             | 2007 | K (G) | 276  | Ruinen und archäologischen Fundstätten zahlreicher Kalifenpaläste und anderer Bauwerke, bekannt ist vor allem das spiralförmige Minarett der Großen Moschee von Samarra. Erfüllte Kriterien für Weltkulturerbe: ii., iii., iv. |
| Zitadelle von Erbil                                                                             | Zitadelle von Erbil (Lage)                                                                      | 2014 | K     | 1437 | Die Zitadelle ist ein befestigter Tell inmitten der Altstadt von Erbil. Von der Zitadelle wird behauptet, dass sie einer der am längsten durchgängig bewohnten Ort der Welt sei. Sichere Spuren reichen bis in die Kupfersteinzeit zurück. Erfülltes Kriterium für Weltkulturerbe: iv.                                                                                                |
| Al-Ahwar im Südirak: Schutzgebiet der Artenvielfalt und Reliktlandschaft mesopotamischer Städte | Al-Ahwar im Südirak: Schutzgebiet der Artenvielfalt und Reliktlandschaft mesopotamischer Städte | 2016 | K/N   | 1481 | umfasst die Huwaizah Marsch, die zentralen Marsche, die Ost-Hammar Marsche, die West-Hammar Marsche, die archäologischen Stätten von Uruk, Ur und Tell Eridu Erfüllte Kriterien für Weltkultur- und Naturerbe: iii., v., ix., x. |
| Babylon                                                                                         | Babylon                                                                                         | 2019 | K     | 278  | Erfüllte Kriterien für Weltkulturerbe: iii., vi. |

## Tentativliste
In der Tentativliste sind die Stätten eingetragen, die für eine Nominierung zur Aufnahme in die Welterbeliste vorgesehen sind.

### Aktuelle Welterbekandidaten
Mit Stand 2025 sind 15 Stätten in der Tentativliste der Türkei eingetragen, die letzte Eintragung erfolgte im Januar 2025.
Die folgende Tabelle listet die Stätten in chronologischer Reihenfolge nach dem Jahr ihrer Aufnahme in die Tentativliste auf.
| Bild                                                       | Bezeichnung                                                | Jahr | Typ | Ref. | Beschreibung |
| ---------------------------------------------------------- | ---------------------------------------------------------- | ---- | --- | ---- | --- |
| (weitere Bilder)                                           | Nimrud (Lage)                                              | 2000 | K   | 1463 | |
| (weitere Bilder)                                           | Antike Stadt Ninive (Lage)                                 | 2000 | K   | 1465 | |
| (weitere Bilder)                                           | Festung al-Uchaidar (Lage)                                 | 2000 | K   | 1467 | |
|                                                            | Wasit                                                      | 2000 | K   | 1468 | Archäologische Stätte mit den Ruinen einer frühislamischen Stadt |
| Stätte des Dhul-Kifl                                       | Stätte des Dhul-Kifl                                       | 2010 | K   | 5497 | Stätte in der Stadt Al Kifl mit dem Grab des Propheten Ezechiel (Dhul-Kifl) in der Al-Nukhailah-Moschee, einem Markt und Herbergen                                   |
| (weitere Bilder)                                           | Friedhof Wadi as-Salam in Nadschaf                         | 2011 | K   | 5578 | in Nadschaf |
| Stadt Amediye                                              | Stadt Amediye                                              | 2011 | K/N | 5601 | |
| Historische Stätten am Tigris in Bagdad-Rusafa             | Historische Stätten am Tigris in Bagdad-Rusafa             | 2014 | K   | 5880 | umfasst elf Bauwerke am Ostufer des Tigris im Stadtbezirk Rusafa von Bagdad, welche sich zwischen der al-Mustansiriyya-Universität und dem Abbasiden-Palast befinden |
|                                                            | Neolithische Siedlung Bestansur                            | 2017 | K   | 6172 | |
| Nippur                                                     | Nippur                                                     | 2017 | K   | 6173 | |
| Altstadt von Mossul                                        | Altstadt von Mossul                                        | 2018 | K   | 6355 | |
| Tempel von Lalisch                                         | Tempel von Lalisch                                         | 2020 | K   | 6467 | |
| Kirkuk Zitadelle                                           | Kirkuk Zitadelle (Lage)                                    | 2021 | K   | 6522 | |
|                                                            | Die Hajj Pilgerroute: Darb Zubaydah (Irak)                 | 2022 | K   | 6576 | Vier Stätten an der Pilgerroute für die Haddsch von Kufa nach Mekka: Umm al-Qurun, Talhat, Sharaf, Al-Aqaba                                                          |
| Archäologische Stätte von Aqar Quf (antikes Dur-Kurigalzu) | Archäologische Stätte von Aqar Quf (antikes Dur-Kurigalzu) | 2025 | K   | 6797 | |